# Microphylidea pallens
Microphylidea pallens är en insektsart som beskrevs av Knight 1968. Microphylidea pallens ingår i släktet Microphylidea och familjen ängsskinnbaggar. Inga underarter finns listade i Catalogue of Life.